# 陣川真也
陣川 真也（じんかわ しんや、1981年7月24日 - ）は、日本の元ラグビー選手。

## プロフィール
- 長崎県出身。
- ポジションはウィング(WTB)、フルバック(FB)。
- 身長 177cm、体重 89kg
- U19日本代表[1]やU21日本代表[2]に選ばれたことがある。

## 来歴
2000年、長崎北陽台高校卒業後、明治大学に入学する。
2003年、明治大学ラグビー部の副将に就任した
2004年、明治大学卒業後、神戸製鋼コベルコスティーラーズに加入。
2005年10月8日に行われたジャパンラグビートップリーグ第4節のサントリーサンゴリアス戦に先発出場で公式戦初出場を果たした。
2011年、現役を引退した。